# Finau Maka
Sosefo Finau Maka (Tongatapu, 10 luglio 1977) è un rugbista a 15 tongano, dal 2011 terza linea del Pamiers in Fédérale 3, quinta divisione nazionale francese.
Maka, terza linea alla quinta stagione allo Stade Toulousain, ha esordito solo nel 2007 nella nazionale tongana affermandosi subito come una delle rivelazioni della Coppa del Mondo di rugby 2007 . Malgrado fosse eleggibile per giocare nella nazionale francese, Maka non è mai stato preso in considerazione dal commissario tecnico transalpino Bernard Laporte così ha ritenuto di avere più possibilità di giocare nei Sea Eagles e ha accettato la convocazione di Tonga.